# حشيشة المبارك الكندية
حشيشة المبارك الكندية (الاسم العلمي:Geum canadense) هي نوع من النباتات تتبع جنس حشيشة المبارك من الفصيلة الوردية.